# .tw
.tw là tên miền quốc gia cấp cao nhất (ccTLD) của Trung Hoa Dân Quốc (Đài Loan) do TWNIC quản lý